# World Scout Moot
Ein World Scout Moot ist ein internationales Pfadfindertreffen der Rover, der Pfadfinder zwischen 18 und 26 Jahren. Das Wort Moot stammt aus der Altenglischen Sprache und bedeutet Versammlung.
Der World Scout Moot findet alle vier Jahre statt. Der Austragungsort wird vom Weltpfadfinderverband WOSM festgelegt. Während des Zweiten Weltkrieges sowie zwischen 1961 und 1990 fanden keine Moots bzw. Ersatzveranstaltungen, so genannte World Moot Years, statt.
Der erste World Scout Moot in Asien fand vom 30. Juli bis 10. August 2004 in Hualien, Republik China auf Taiwan statt. Es nahmen 2.500 Rover aus 85 Ländern daran teil, so viele Nationen wie bei keinem anderen Moot zuvor.
Ein ursprünglich für 2008 in Mosambik geplanter World Scout Moot wurde Ende 2006 abgesagt. Stattdessen plante man für 2010 ein World Scout Moot in Kenia, der vom 27. Juli bis 7. August 2010 in der Nähe von Nairobi stattfand.
Neben diesen weltweiten Treffen gibt es auch regionale oder länderspezifische Moots, wie z. B. ein australischer oder neuseeländischer Moot, an denen aber Pfadfinder aus allen Ländern teilnehmen dürfen.

## Daten
| 1931    | 1st World Rover Moot             | Kandersteg, Schweiz              | 3.000  | 20  |  |  |
| 1935    | 2nd World Rover Moot             | Ingaro, Schweden                 | 3.000  | 26  |  |  |
| 1939    | 3rd World Rover Moot             | Monzie, Schottland               | 3.500  | 42  |  |  |
| 1949    | 4th World Rover Moot             | Skjåk, Norwegen                  | 2.500  | 40  |  |  |
| 1953    | 5th World Rover Moot             | Kandersteg, Schweiz              | 4168   | 41  |  |  |
| 1957    | 6th World Rover Moot             | Sutton Coldfield, Großbritannien | 3.500  | 61  |  |  |
| 1961    | 7th World Rover Moot             | Melbourne, Australien            | 969    | 15  |  |  |
| 1965–66 | World Moot Year                  | 10 Lager                         | 3.599  |     |  |  |
| 1969–70 | World Moot Year                  | 26 Lager                         | 7.250  |     |  |  |
| 1973–74 | World Moot Year                  | 22 Lager                         | 11.000 |     |  |  |
| 1977–78 | World Moot Year                  | 23 Lager                         | 14.560 |     |  |  |
| 1981–82 | World Moot Year                  | 31 Lager                         | 22.380 |     |  |  |
| 1990–91 | 8th Rover Moot                   | Melbourne, Australien            | 1.000  | 36  |  |  |
| 1992    | 9th World Moot                   | Kandersteg, Schweiz              | 1.400  | 52  |  |  |
| 1996    | 10th World Moot                  | Ransberg, Schweden               | 2.608  | 78  |  |  |
| 2000    | 11th World Scout Moot            | Mexiko-Stadt, Mexiko             | 5.000  | 71  |  |  |
| 2004    | 12th World Scout Moot            | Hualien, Taiwan                  | 2.500  | 85  |  |  |
| 2008    | 13th World Scout Moot (abgesagt) | Mosambik                         |        |     |  |  |
| 2010    | 13th World Scout Moot            | Kenia                            | 2.000  | 66  |  |  |
| 2013    | 14th World Scout Moot            | Kanada                           | 2.000  | 83  |  |  |
| 2017    | 15th World Scout Moot            | Island                           | 5.000  | 106 |  |  |
| 2022    | 16th World Scout Moot            | Irland (abgesagt)                |        |     |  |  |
| 2025    | 17th World Scout Moot            | Portugal                         | 7.500  | 117 |  |  |
| 2029    | 18th World Scout Moot            | Taiwan                           |        |     |  |  |